# Грю, Десси
Дезмонд «Десси» Грю (англ. Desmond "Dessie" Grew; 14 сентября 1953 — 9 октября 1990) — волонтёр Ирландской республиканской армии («временного» крыла, Восточно-Тиронской бригады); убит бойцами Особой воздушной службы (SAS) в одном из районов графства Арма вместе со своим соратником Мартином Маккоуи.

## Биография

### Ранние годы
Грю был вторым ребёнком в семье, где было 7 дочерей и четверо сыновей. Родители: Кейтлин и Патрик Грю. Учился в начальной школе Нокакони и средней школе Христианских братьев, окончил их с отличием. Интересовался ирландской культурой, свободно владел ирландским языком и играл в гэльский футбол. Семья Грю проживала на территории, населённой преимущественно ольстерскими лоялистами, вследствие чего их дом постоянно подвергался нападениям. В 1972 году дом был сожжён дотла, и семья Грю уехала в окрестности Чарльмонта в графстве Арма, а затем в деревню Мой в графстве Тирон, где их дом опять сгорел после взрыва: в том взрыве пострадали шестеро детей.

### Паравоенная карьера
Десси Грю в течение жизни поддерживал и ИНОА, и ИРА. Грю четыре раза сидел в тюрьмах Портлаз и Лонг-Кеш, освободившись окончательно в июне 1988 года. Он был объявлен в розыск немецкими правоохранительными органами по обвинению в организации убийства Хайди Хазелл, её мужа, капрала королевских ВВС и их малолетней дочери.

### Убийство
9 октября 1990 в одном из районов графства Арма Десси Грю со своим напарником Мартином Маккоуи шёл по полю, на котором часто можно было увидеть грибников. Недалеко находилось здание, в котором были спрятаны три автомата Калашникова — оба ирландца собирались забрать оружие. Внезапно по Грю и Маккоуи был открыт огонь: в них стреляли бойцы 14-й разведывательной роты Особой воздушной службы Британской армии, которая тайно патрулировала эту местность. В боевиков было выпущено всего 200 пуль, из них 48 попали в Грю и 12 в Маккоуи. Согласно свидетельствам британских войск, оба были вооружены ружьями, в то время как республиканские источники это опровергали. Как пишет журналист Питер Тейлор, Грю и Маккоуи считались одними из особо опасных преступников в Северной Ирландии, и британские разведслужбы собирали всю информацию, необходимую если не для ликвидации, то для задержания обоих.
Один из братьев Десси, Шеймус Грю, был также убит при непонятных обстоятельствах в 1982 году агентами спецподразделения E4A в окрестностях Арма. Десси утверждал за несколько недель до своей смерти, что хотел бы быть похороненным рядом с братом. Волю покойного исполнили, похоронив Десси Грю в октябре 1990 года на кладбище Арма. На похоронах поминальную речь произнёс Джерри Адамс, назвавший Грю «борцом за свободу, патриотом, честным и прямым ирландским гражданином».

## Дальнейшее расследование
По версии семей убитых (в основном семьи Маккоуи), Мартин Маккоуи и Десси Грю были убиты силами Особой воздушной службы после долгого наблюдения и при этом не были вооружены, что можно было в принципе расценить как преступление военных лиц против гражданского населения. В январе 2002 года Высший суд Северной Ирландии потребовал рассекретить официальные документы по делу о ликвидации Грю и Маккоуи, однако главный констебль Полицейской службы Северной Ирландии Хью Орд в январе 2005 года подал апелляцию на это решение и добился его полной отмены. В апреле—мае 2012 годов было проведено ещё одно предварительное расследование, и суд вынес окончательное решение: SAS имели полное право открывать огонь на поражение, а покойные сами поставили себя в опасную ситуацию. Согласно вердикту, Маккоуи и Грю появились рядом с сараем и угнанным автомобилем, будучи хорошо вооружёнными и нося перчатки с балаклавами, и именно эти действия и спровоцировали спецназовцев на открытие огня.